# Aktieindeks
Et aktieindex er et børsindeks som måler udviklingen af et udvalgt antal aktier.
Man taler ofte om at børsen stiger eller falder, men det der faktisk menes er at vist index stiger eller falder. Hvis et index stiger betyder det at den samlede værdi af de underliggende aktier er steget. Når man taler om Københavns fondsbørs udvikling tales der oftest om OMXC20, som er et index over de 20 største danske aktier.
Man skelner mellem prisindex og afkastsindex. Den førstnævnte indextype reflekterer kursudviklingen på de underliggende aktier, mens den sidstnævnte også inkluderer aktiernes uddeling af udbytte for at vise det faktisk afkast for investorerne.
De fleste aktieindex er kapitalvægtede, det vil sige at jo større børsværdi en virksomhed har desto større vægt får det i indexet.

## Notable aktieindeks

### Europa
- OMXC20CAP (København)
- OMXS30 (Stockholm)
- OBX-indeksen (Oslo)
- CAC 40 (Paris)
- DAX (Frankfurt)
- FTSE 100 (London)
- RTS (Moskva)

### Asien
- Nikkei 225 (Tokyo)
- TOPIX (Tokyo)
- Hang Seng Index (Hongkong)
- KSE (Karachi)
- BSE Sensex (Bombay)
- SSE Composite Index (Shanghai)
- S&P Asia 50 (Asien)

### Amerika
- Dow Jones Industrial Average (New York)
- Nasdaq Composite, Nasdaq (New York)
- NASDAQ-100, Nasdaq (New York)
- S&P 500 (USA)
- Índice Bovespa, Bovespa (São Paulo)
- IPC (Mexico)
- S&P Latin America 40 (Latinamerika)